# Кесич, Мирко
Мирко «Кешо» Кесич (сербохорв. Мирко "Кешо" Кесић / Mirko "Kešo" Kesić; 11 февраля 1923, Медено-Поле — апрель 1944, Биоска) — югославский боснийский партизан времён Народно-освободительной войны Югославии, Народный герой Югославии.

## Биография
Родился 11 февраля 1923 года в Медене-Поле (современная община Босански-Петровац Боснии и Герцеговины). Окончил гражданскую школу, занимался земледелием. Член Союза коммунистической молодёжи Югославии с 1941 года, на фронте Народно-освободительной войны Югославии с 1941 года (вступил в партизанские ряды в возрасте 18 лет).
С самого начала войны Мирко в составе партизанского отряда сражался с оккупантами у Босански-Петроваца, Оштреля, Ключа и Кулен-Вакуфа. В начале августа 1941 года в боях за освобождение Крнеуши он захватил в плен группу солдат и прославился среди всех своих земляков. Точно такой же подвиг он совершил в боях за Ключ, когда пробрался к вражескому пулемётному расчёту, бросил гранату и после взрыва захватил пулемёт. С 1942 года состоял в Коммунистической партии Югославии.
Службу Мирко нёс в 1-й краинской пролетарской ударной бригаде. В 1942 году он вёл бои у Бихача и Эминоваца, в ходе которых были убиты около 150 немцев и 500 усташей. В ходе Четвёртого антипартизанского наступления Кесич со своей ротой прорвался сквозь вражеские позиции от Сански-Моста до Скендер-Вакуфа и соединился со своей 1-й краинской бригадой. Позднее продолжил бои в составе бригады у Прнявора, Йошавки, на горе Влашич, у Турбета, Тешаня, Витеза, Прозора, Бугойно, Купреса, за аэродром Райловац, у Каканя и других населённых пунктов Югославии.
Из обычного рядового солдата Мирко стал бомбардиром (бомбашем), позднее руководителем молодёжного отряда, а затем заместителем политрука и непосредственно политруком роты. В начале 1944 года был произведён в политруки батальона, когда бригада вела бои в Западной Сербии.
В апреле 1944 года во время боя за железнодорожную станцию местечка Биоска (около Ужице) Кесич бросил гранату в болгарский бункер и уничтожил там всех солдат, однако был смертельно ранен выстрелами из соседней огневой точки.
23 июля 1952 указом Президиума Народной скупщины Федеративной Народной Республики Югославии Мирко Кесич был посмертно награждён орденом и званием Народного героя Югославии.